# Liga dos Campeões da UEFA de 2010–11 – Fase de Grupos
| Legenda                                                                            |
| Classificado para as Oitavas-de-finais                                             |
| Classificado para a fase de dezesseis-avos de Final da Liga Europa da UEFA 2010-11 |
| Eliminado                                                                          |

## Grupo A
| Pos | Equipe         | Pts | J | V | E | D | GP | GC | SG |                                  |  | TOT | INT | TWE | BRM |
| --- | -------------- | --- | - | - | - | - | -- | -- | -- | -------------------------------- |  | --- | --- | --- | --- |
| 1   | Tottenham      | 11  | 6 | 3 | 2 | 1 | 18 | 11 | +7 | Classificado às oitavas de final |  | —   | 3–1 | 4–1 | 3–0 |
| 2   | Internazionale | 10  | 6 | 3 | 1 | 2 | 12 | 11 | +1 | Classificado às oitavas de final |  | 4–3 | —   | 1–0 | 4–0 |
| 3   | Twente         | 6   | 6 | 1 | 3 | 2 | 9  | 11 | −2 | Transferido para Liga Europa     |  | 3–3 | 2–2 | —   | 1–1 |
| 4   | Werder Bremen  | 5   | 6 | 1 | 2 | 3 | 6  | 12 | −6 | Eliminado                        |  | 2–2 | 3–0 | 0–2 | —   |

### Primeira Rodada
| 14 de Setembro de 2010 | Twente                          | 2 – 2 | Internazionale           | FC Twente Stadion, Enschede            |
| 15:45                  | Janssen 20' · Milito 30' (g.c.) |       | Sneijder 13' · Eto’o 41' | Público: 23,800 Árbitro: Pedro Proença |

| 14 de Setembro de 2010 | Werder Bremen                | 2 – 2 | Tottenham                       | Estádio Weserstadion, Bremen             |
| 15:45                  | Hugo Almeida 43' · Marin 47' |       | Crouch 18' · Pasanen 12' (g.c.) | Público: 30,344 Árbitro: Massimo Busacca |

### Segunda Rodada
| 29 de Setembro de 2010 | Tottenham                                                        | 4 – 1 | Twente           | Estádio White Hart Lane, Londres     |
| 15:45                  | van der Vaart 47' · Pavlyuchenko 50' (pen), 64' (pen) · Bale 85' |       | Nacer Chadli 56' | Público: 32,318 Árbitro: Terje Hauge |

| 29 de Setembro de 2010 | Internazionale                     | 4 – 0 | Werder Bremen | Estádio Giuseppe Meazza, Milão                    |
| 15:45                  | Eto'o 21', 27', 81' · Sneijder 34' |       |               | Público: 48,126 Árbitro: Alberto Undiano Mallenco |

### Terceira Rodada
| 20 de Outubro de 2010 | Internazionale                                    | 4 – 3 | Tottenham            | Estádio Giuseppe Meazza, Milão         |
| 15:45                 | Zanetti 2' · Eto'o 11' (pen), 35' · Stanković 14' |       | Bale 52', 90', 90+1' | Público: 49,551 Árbitro: Damir Skomina |

| 20 de Outubro de 2010 | Twente      | 1 – 1 | Werder Bremen  | FC Twente Stadion, Enschede              |
| 15:45                 | Janssen 75' |       | Arnautović 80' | Público: 23,248 Árbitro: Claus Bo Larsen |

### Quarta Rodada
| 2 de Novembro de 2010 | Tottenham                                         | 3 – 1 | Internazionale | Estádio White Hart Lane, Londres       |
| 15:45                 | van der Vaart 18' · Crouch 61' · Pavlyuchenko 89' |       | Eto'o 80'      | Público: 34,103 Árbitro: Viktor Kassai |

| 2 de Novembro de 2010 | Werder Bremen | 0 – 2 | Twente                   | Estádio Weserstadion, Bremen         |
| 15:45                 |               |       | Chadli 81' · de Jong 84' | Público: 30,200 Árbitro: Alain Hamer |

### Quinta Rodada
| 24 de Novembro de 2010 | Internazionale | 1 – 0 | Twente | Estádio Giuseppe Meazza, Milão           |
| 15:45                  | Cambiasso 55'  |       |        | Público: 29,466 Árbitro: Stéphane Lannoy |

| 24 de Novembro de 2010 | Tottenham                             | 3 – 0 | Werder Bremen | Estádio White Hart Lane, Londres              |
| 15:45                  | Kaboul 6' · Modrić 45+1' · Crouch 79' |       |               | Público: 33,546 Árbitro: Olegário Benquerença |

### Sexta Rodada
| 7 de Dezembro de 2010 | Twente                                        | 3 – 3 | Tottenham                             | FC Twente Stadion, Enschede                      |
| 15:45                 | Landzaat 22' (pen) · Rosales 56' · Chadli 64' |       | Wisgerhof 12' (g.c.) · Defoe 47', 59' | Público: 24,000 Árbitro: Carlos Velasco Carballo |

| 7 de Dezembro de 2010 | Werder Bremen                            | 3 – 0 | Internazionale | Estádio Weserstadion, Bremen          |
| 15:45                 | Prödl 39' · Arnautović 49' · Pizarro 88' |       |                | Público: 30,400 Árbitro: Cüneyt Çakır |

## Grupo B
| Pos | Equipe          | Pts | J | V | E | D | GP | GC | SG |                                  |  | SCH | OL  | BEN | HTA |
| --- | --------------- | --- | - | - | - | - | -- | -- | -- | -------------------------------- |  | --- | --- | --- | --- |
| 1   | Schalke 04      | 13  | 6 | 4 | 1 | 1 | 10 | 3  | +7 | Classificado às oitavas de final |  | —   | 3–0 | 2–0 | 3–1 |
| 2   | Lyon            | 10  | 6 | 3 | 1 | 2 | 11 | 10 | +1 | Classificado às oitavas de final |  | 1–0 | —   | 2–0 | 2–2 |
| 3   | Benfica         | 6   | 6 | 2 | 0 | 4 | 7  | 12 | −5 | Transferido para Liga Europa     |  | 1–2 | 4–3 | —   | 2–0 |
| 4   | Hapoel Tel Aviv | 5   | 6 | 1 | 2 | 3 | 7  | 10 | −3 | Eliminado                        |  | 0–0 | 1–3 | 3–0 | —   |

### Primeira Rodada
| 14 de Setembro de 2010 | Lyon              | 1 – 0 | Schalke 04 | Stade de Gerland, Lyon              |
| 15:45                  | Michel Bastos 21' |       |            | Público: 35,552 Árbitro: Ivan Bebek |

| 14 de Setembro de 2010 | Benfica                        | 2 – 0 | Hapoel Tel Aviv | Estádio da Luz, Lisboa                    |
| 15:45                  | Luisão 21' · Óscar Cardozo 68' |       |                 | Público: 31,512 Árbitro: Aleksei Nikolaev |

### Segunda Rodada
| 29 de Setembro de 2010 | Hapoel Tel Aviv           | 1 – 3 | Lyon                                 | Bloomfield Stadium, Telavive         |
| 15:45                  | Vincent Enyeama 79' (pen) |       | Michel Bastos 7', 36' · Pjanić 90+4' | Público: 12,226 Árbitro: Howard Webb |

| 29 de Setembro de 2010 | Schalke 04                 | 2 – 0 | Benfica | Arena AufSchalke, Gelsenkirchen          |
| 15:45                  | Farfán 73' · Huntelaar 85' |       |         | Público: 50,436 Árbitro: Gianluca Rocchi |

### Terceira Rodada
| 20 de Outubro de 2010 | Schalke 04                | 3 – 1 | Hapoel Tel Aviv | Arena AufSchalke, Gelsenkirchen         |
| 15:45                 | Raúl 3', 58' · Jurado 68' |       | Shechter 90+3'  | Público: 50,900 Árbitro: William Collum |

| 20 de Outubro de 2010 | Lyon                      | 2 – 0 | Benfica | Stade de Gerland, Lyon               |
| 15:45                 | Briand 21' · Lisandro 51' |       |         | Público: 36,816 Árbitro: Claude Puel |

### Quarta Rodada
| 2 de Novembro de 2010 | Hapoel Tel Aviv | 0 – 0 | Schalke 04 | Bloomfield Stadium, Telavive                |
| 15:45                 |                 |       |            | Público: 13,094 Árbitro: Frank De Bleeckere |

| 2 de Novembro de 2010 | Benfica                                                     | 4 – 3 | Lyon                                    | Estádio da Luz, Lisboa                 |
| 15:45                 | Alan Kardec 20' · Fábio Coentrão 32', 67' · Javi García 42' |       | Gourcuff 74' · Gomis 85' · Lovren 90+5' | Público: 37,394 Árbitro: Craig Thomson |

### Quinta Rodada
| 24 de Novembro de 2010 | Schalke 04                      | 3 – 0 | Lyon | Arena AufSchalke, Gelsenkirchen         |
| 15:45                  | Farfán 13' · Huntelaar 20', 89' |       |      | Público: 51,132 Árbitro: Nicola Rizzoli |

| 24 de Novembro de 2010 | Hapoel Tel Aviv               | 3 – 0 | Benfica | Bloomfield Stadium, Telavive         |
| 15:45                  | Zahavi 24', 90' · Douglas 74' |       |         | Público: 11,668 Árbitro: Alain Hamer |

### Sexta Rodada
| 7 de Dezembro de 2010 | Lyon                         | 2 – 2 | Hapoel Tel Aviv        | Stade de Gerland, Lyon                     |
| 15:45                 | Lisandro 62' · Lacazette 88' |       | Sahar 63' · Zahavi 69' | Público: 32,245 Árbitro: Svein Oddvar Moen |

| 7 de Dezembro de 2010 | Benfica    | 1 – 2 | Schalke 04               | Estádio da Luz, Lisboa               |
| 15:45                 | Luisão 87' |       | Jurado 19' · Höwedes 81' | Público: 23,348 Árbitro: Howard Webb |

## Grupo C
| Pos | Equipe            | Pts | J | V | E | D | GP | GC | SG  |                                  |  | MU  | VAL | RAN | BUR |
| --- | ----------------- | --- | - | - | - | - | -- | -- | --- | -------------------------------- |  | --- | --- | --- | --- |
| 1   | Manchester United | 14  | 6 | 4 | 2 | 0 | 7  | 1  | +6  | Classificado às oitavas de final |  | —   | 1–1 | 0–0 | 1–0 |
| 2   | Valencia          | 11  | 6 | 3 | 2 | 1 | 15 | 4  | +11 | Classificado às oitavas de final |  | 0–1 | —   | 3–0 | 6–1 |
| 3   | Rangers           | 6   | 6 | 1 | 3 | 2 | 3  | 6  | −3  | Transferido para Liga Europa     |  | 0–1 | 1–1 | —   | 1–0 |
| 4   | Bursaspor         | 1   | 6 | 0 | 1 | 5 | 2  | 16 | −14 | Eliminado                        |  | 0–3 | 0–4 | 1–1 | —   |

### Primeira Rodada
| 14 de Setembro de 2010 | Manchester United | 0 – 0 | Rangers | Estádio Old Trafford, Manchester              |
| 15:45                  |                   |       |         | Público: 74,408 Árbitro: Olegário Benquerença |

| 14 de Setembro de 2010 | Bursaspor | 0 – 4 | Valencia                                                  | Estádio Olímpico Atatürk, Bursa            |
| 15:45                  |           |       | Tino Costa 16' · Aduriz 41' · Hernández 68' · Soldado 76' | Público: 20,300 Árbitro: Svein Oddvar Moen |

### Segunda Rodada
| 29 de Setembro de 2010 | Valencia | 0 – 1 | Manchester United | Estádio de Mestalla, Valência          |
| 15:45                  |          |       | Hernández 85'     | Público: 34,946 Árbitro: Viktor Kassai |

| 29 de Setembro de 2010 | Rangers      | 1 – 0 | Bursaspor | Ibrox Stadium, Glasgow                  |
| 15:45                  | Naismith 18' |       |           | Público: 41,905 Árbitro: Serge Gumienny |

### Terceira Rodada
| 20 de Outubro de 2010 | Rangers | 1 – 1 | Valencia       | Ibrox Stadium, Glasgow                  |
| 15:45                 | Edu 34' |       | Edu 46' (g.c.) | Público: 45,153 Árbitro: Nicola Rizzoli |

| 20 de Outubro de 2010 | Manchester United | 1 – 0 | Bursaspor | Estádio Old Trafford, Manchester         |
| 15:45                 | Nani 7'           |       |           | Público: 72,610 Árbitro: Gianluca Rocchi |

### Quarta Rodada
| 2 de Novembro de 2010 | Valencia                          | 3 – 0 | Rangers | Estádio de Mestalla, Valência        |
| 15:45                 | Soldado 33', 71' · Tino Costa 90' |       |         | Público: 26,821 Árbitro: Felix Brych |

| 2 de Novembro de 2010 | Bursaspor | 0 – 3 | Manchester United                     | Estádio Olímpico Atatürk, Bursa         |
| 15:45                 |           |       | Fletcher 48' · Obertan 73' · Bebé 77' | Público: 19,050 Árbitro: Wolfgang Stark |

### Quinta Rodada
| 24 de Novembro de 2010 | Rangers | 0 – 1 | Manchester United | Ibrox Stadium, Glasgow                   |
| 15:45                  |         |       | Rooney 87' (pen)  | Público: 49,764 Árbitro: Massimo Busacca |

| 24 de Novembro de 2010 | Valencia                                                                     | 6 – 1 | Bursaspor   | Estádio de Mestalla, Valência         |
| 15:45                  | Mata 17' (pen) · Soldado 21', 55' · Aduriz 30' · Joaquín 37' · Domínguez 78' |       | Batalla 69' | Público: 31,225 Árbitro: Bruno Paixão |

### Sexta Rodada
| 7 de Dezembro de 2010 | Manchester United | 1 – 1 | Valencia  | Estádio Old Trafford, Manchester       |
| 15:45                 | Anderson 62'      |       | Pablo 32' | Público: 74,513 Árbitro: Pedro Proença |

| 7 de Dezembro de 2010 | Bursaspor  | 1 – 1 | Rangers    | Estádio Olímpico Atatürk, Bursa      |
| 15:45                 | Sercan 79' |       | Miller 19' | Público: 9,673 Árbitro: Tony Chapron |

## Grupo D
| Pos | Equipe        | Pts | J | V | E | D | GP | GC | SG  |                                  |  | BAR | FCK | RUB | PAN |
| --- | ------------- | --- | - | - | - | - | -- | -- | --- | -------------------------------- |  | --- | --- | --- | --- |
| 1   | Barcelona     | 14  | 6 | 4 | 2 | 0 | 14 | 3  | +11 | Classificado às oitavas de final |  | —   | 2–0 | 2–0 | 5–1 |
| 2   | København     | 10  | 6 | 3 | 1 | 2 | 7  | 5  | +2  | Classificado às oitavas de final |  | 1–1 | —   | 1–0 | 3–1 |
| 3   | Rubin Kazan   | 6   | 6 | 1 | 3 | 2 | 2  | 4  | −2  | Transferido para Liga Europa     |  | 1–1 | 1–0 | —   | 0–0 |
| 4   | Panathinaikos | 2   | 6 | 0 | 2 | 4 | 2  | 13 | −11 | Eliminado                        |  | 0–3 | 0–2 | 0–0 | —   |

### Primeira rodada
| 14 de Setembro de 2010 | Barcelona                                                   | 5 – 1 | Panathinaikos | Camp Nou, Barcelona                     |
| 15:45                  | Messi 22', 45' · Villa 33' · Pedro 78' · Daniel Alves 90+3' |       | Govou 20'     | Público: 69,738 Árbitro: Nicola Rizzoli |

| 14 de Setembro de 2010 | F.C. København | 1 – 0 | Rubin Kazan | Estádio Parken, Copenhague                |
| 15:45                  | N'Doye 87'     |       |             | Público: 29,661 Árbitro: Thomas Einwaller |

### Segunda Rodada
| 29 de Setembro de 2010 | Rubin Kazan     | 1 – 1 | Barcelona       | Estádio Central de Kazan, Kazan       |
| 15:45                  | Noboa 30' (pen) |       | Villa 60' (pen) | Público: 23,950 Árbitro: Cüneyt Çakır |

| 29 de Setembro de 2010 | Panathinaikos | 0 – 2 | F.C. København                   | Estádio Olímpico de Atenas, Atenas      |
| 15:45                  |               |       | N'Doye 28' · Martin Vingaard 37' | Público: 43,607 Árbitro: William Collum |

### Terceira Rodada
| 20 de Outubro de 2010 | Panathinaikos | 0 – 0 | Rubin Kazan | Estádio Olímpico de Atenas, Atenas    |
| 15:45                 |               |       |             | Público: 36,748 Árbitro: Manuel Gräfe |

| 20 de Outubro de 2010 | Barcelona        | 2 – 0 | F.C. København | Camp Nou, Barcelona                      |
| 15:45                 | Messi 19', 90+2' |       |                | Público: 75,852 Árbitro: Stéphane Lannoy |

### Quarta Rodada
| 2 de Novembro de 2010 | Rubin Kazan | 0 – 0 | Panathinaikos | Estádio Central de Kazan, Kazan       |
| 15:45                 |             |       |               | Público: 16,400 Árbitro: Tony Chapron |

| 2 de Novembro de 2010 | F.C. København | 1 – 1 | Barcelona | Estádio Parken, Copenhague              |
| 15:45                 | Claudemir 32'  |       | Messi 31' | Público: 37,049 Árbitro: Cristian Balaj |

### Quinta Rodada
| 24 de Novembro de 2010 | Rubin Kazan       | 1 – 0 | F.C. København | Estádio Central de Kazan, Kazan          |
| 13:30                  | Noboa 45+2' (pen) |       |                | Público: 18,720 Árbitro: Martin Atkinson |

| 24 de Novembro de 2010 | Panathinaikos | 0 – 3 | Barcelona                  | Estádio Olímpico de Atenas, Atenas       |
| 15:45                  |               |       | Pedro 27', 69' · Messi 62' | Público: 58,466 Árbitro: Gianluca Rocchi |

### Sexta Rodada
| 7 de Dezembro de 2010 | Barcelona                | 2 – 0 | Rubin Kazan | Camp Nou, Barcelona                     |
| 15:45                 | Fontàs 51' · Vázquez 82' |       |             | Público: 50,436 Árbitro: Jonas Eriksson |

| 7 de Dezembro de 2010 | F.C. København                                       | 3 – 1 | Panathinaikos | Estádio Parken, Copenhague             |
| 15:45                 | Vingaard 26' · Grønkjær 50' (pen) · Cissé 73' (g.c.) |       | Kanté 90+2'   | Público: 36,797 Árbitro: Florian Meyer |

## Grupo E
| Pos | Equipe            | Pts | J | V | E | D | GP | GC | SG  |                                  |  | BAY | ROM | BAS | CFR |
| --- | ----------------- | --- | - | - | - | - | -- | -- | --- | -------------------------------- |  | --- | --- | --- | --- |
| 1   | Bayern de Munique | 15  | 6 | 5 | 0 | 1 | 16 | 6  | +10 | Classificado às oitavas de final |  | —   | 2–0 | 3–0 | 3–2 |
| 2   | Roma              | 10  | 6 | 3 | 1 | 2 | 10 | 11 | −1  | Classificado às oitavas de final |  | 3–2 | —   | 1–3 | 2–1 |
| 3   | Basel             | 6   | 6 | 2 | 0 | 4 | 8  | 11 | −3  | Transferido para Liga Europa     |  | 1–2 | 2–3 | —   | 1–0 |
| 4   | Cluj              | 4   | 6 | 1 | 1 | 4 | 6  | 12 | −6  | Eliminado                        |  | 0–4 | 1–1 | 2–1 | —   |

### Primeira Rodada
| 15 de Setembro de 2010 | FC Bayern München      | 2 – 0 | Roma | Allianz Arena, Munique                   |
| 15:45                  | Müller 78' · Klose 83' |       |      | Público: 66,000 Árbitro: Stephane Lannoy |

| 15 de Setembro de 2010 | Cluj                 | 2 – 1 | Basel         | Estádio Gruia, Cluj-Napoca         |
| 15:45                  | Rada 9' · Traoré 12' |       | Stocker 45+2' | Público: 9,593 Árbitro: Alan Kelly |

### Segunda Rodada
| 28 de Setembro de 2010 | Basel    | 1 – 2 | FC Bayern München             | Estádio Jakob-Park, Basileia           |
| 15:45                  | Frei 18' |       | Schweinsteiger 56' (pen), 89' | Público: 37,500 Árbitro: Craig Thomson |

| 28 de Setembro de 2010 | Roma                      | 2 – 1 | Cluj           | Estádio Olímpico, Roma                  |
| 15:45                  | Mexès 69' · Borriello 71' |       | Ionuţ Rada 78' | Público: 30,252 Árbitro: Jonas Eriksson |

### Terceira Rodada
| 19 de Outubro de 2010 | Roma         | 1 – 3 | Basel                                | Estádio Olímpico, Roma                    |
| 15:45                 | Borrielo 21' |       | Frei 12' · Inkoom 44' · Cabral 90+3' | Público: 22,365 Árbitro: Aleksei Nikolaev |

| 19 de Outubro de 2010 | FC Bayern München                              | 3 – 2 | Cluj                 | Allianz Arena, Munique                   |
| 15:45                 | Cadú 32' (g.c.) · Panin 37' (g.c.) · Gómez 77' |       | Cadú 28' · Culio 86' | Público: 64,000 Árbitro: Martin Atkinson |

### Quarta Rodada
| 3 de Novembro de 2010 | Basel                  | 2 – 3 | Roma                                    | Estádio Jakob-Park, Basileia           |
| 15:45                 | Frei 69' · Shaqiri 83' |       | Menez 16' · Totti 26' (pen) · Greco 76' | Público: 36,375 Árbitro: Björn Kuipers |

| 3 de Novembro de 2010 | Cluj | 0 – 4 | FC Bayern München                | Estádio Gruia, Cluj-Napoca              |
| 15:45                 |      |       | Gómez 12', 24', 71' · Müller 90' | Público: 14,097 Árbitro: Serge Gumienny |

### Quinta Rodada
| 23 de Novembro de 2010 | Roma                                           | 3 – 2 | FC Bayern München | Estádio Olímpico, Roma                            |
| 15:45                  | Borriello 49' · De Rossi 81' · Totti 84' (pen) |       | Gómez 33', 39'    | Público: 42,789 Árbitro: Alberto Undiano Mallenco |

| 23 de Novembro de 2010 | Basel         | 1 – 0 | Cluj | Estádio Jakob-Park, Basileia             |
| 15:45                  | Almerares 15' |       |      | Público: 34,239 Árbitro: Laurent Duhamel |

### Sexta Rodada
| 8 de Dezembro de 2010 | FC Bayern München                | 3 – 0 | Basel | Allianz Arena, Munique                  |
| 15:45                 | Ribéry 35', 50' · Tymoshchuk 37' |       |       | Público: 64,000 Árbitro: Martin Hansson |

| 8 de Dezembro de 2010 | Cluj       | 1 – 1 | Roma          | Estádio Gruia, Cluj-Napoca              |
| 15:45                 | Traoré 88' |       | Borriello 21' | Público: 12,800 Árbitro: William Collum |

## Grupo F
| Pos | Equipe                 | Pts | J | V | E | D | GP | GC | SG  |                                  |  | CHE | OM  | SPA | ZIL |
| --- | ---------------------- | --- | - | - | - | - | -- | -- | --- | -------------------------------- |  | --- | --- | --- | --- |
| 1   | Chelsea                | 15  | 6 | 5 | 0 | 1 | 14 | 4  | +10 | Classificado às oitavas de final |  | —   | 2–0 | 4–1 | 2–1 |
| 2   | Olympique de Marseille | 12  | 6 | 4 | 0 | 2 | 12 | 3  | +9  | Classificado às oitavas de final |  | 1–0 | —   | 0–1 | 1–0 |
| 3   | Spartak Moscou         | 9   | 6 | 3 | 0 | 3 | 7  | 10 | −3  | Transferido para Liga Europa     |  | 0–2 | 0–3 | —   | 3–0 |
| 4   | Žilina                 | 0   | 6 | 0 | 0 | 6 | 3  | 19 | −16 | Eliminado                        |  | 1–4 | 0–7 | 1–2 | —   |

### Primeira Rodada
| 15 de Setembro de 2010 | Marseille | 0 – 1 | Spartak Moscow         | Stade Vélodrome, Marselha              |
| 15:45                  |           |       | Azpilicueta 81' (g.c.) | Público: 45,729 Árbitro: Florian Meyer |

| 15 de Setembro de 2010 | Žilina     | 1 – 4 | Chelsea                                      | Štadión Pod Dubňom, Žilina             |
| 15:45                  | Oravec 55' |       | Essien 13' · Anelka 24', 28' · Sturridge 48' | Público: 10,829 Árbitro: Bjorn Kuipers |

### Segunda Rodada
| 28 de Setembro de 2010 | Chelsea                     | 2 – 0 | Marseille | Stamford Bridge, Londres                    |
| 15:45                  | Terry 7' · Anelka 28' (pen) |       |           | Público: 40,675 Árbitro: Frank De Bleeckere |

| 28 de Setembro de 2010 | Spartak Moscow           | 3 – 0 | Žilina | Estádio Lujniki, Moscou                 |
| 15:45                  | Ari 34', 61' · Ibson 89' |       |        | Público: 33,124 Árbitro: Martin Hansson |

### Terceira Rodada
| 19 de Outubro de 2010 | Spartak Moscow | 0 – 2 | Chelsea                  | Estádio Lujniki, Moscou                          |
| 15:45                 |                |       | Zhirkov 23' · Anelka 43' | Público: 70,012 Árbitro: Carlos Velasco Carballo |

| 19 de Outubro de 2010 | Marseille   | 1 – 0 | Žilina | Stade Vélodrome, Marselha           |
| 15:45                 | Diawara 48' |       |        | Público: 49,250 Árbitro: Istvan Vad |

### Quarta Rodada
| 3 de Novembro de 2010 | Chelsea                                             | 4 – 1 | Spartak Moscow | Stamford Bridge, Londres              |
| 15:45                 | Anelka 49' · Drogba 62' (pen) · Ivanović 66', 90+2' |       | Bazhenov 86'   | Público: 40,477 Árbitro: Cüneyt Çakır |

| 3 de Novembro de 2010 | Žilina | 0 – 7 | Marseille                                                              | Štadión Pod Dubňom, Žilina                 |
| 15:45                 |        |       | Gignac 12', 21', 54' · Heinze 24' · Rémy 36' · Lucho González 52', 63' | Público: 9,664 Árbitro: Stefan Johannesson |

### Quinta Rodada
| 23 de Novembro de 2010 | Spartak Moscow | 0 – 3 | Marseille                             | Estádio Lujniki, Moscou                 |
| 15:45                  |                |       | Valbuena 18' · Rémy 54' · Brandão 68' | Público: 43,217 Árbitro: Wolfgang Stark |

| 23 de Novembro de 2010 | Chelsea                     | 2 – 1 | Žilina    | Stamford Bridge, Londres                      |
| 15:45                  | Sturridge 51' · Malouda 86' |       | Bello 19' | Público: 40,266 Árbitro: Robert Schörgenhofer |

### Sexta Rodada
| 8 de Dezembro de 2010 | Marseille   | 1 – 0 | Chelsea | Stade Vélodrome, Marselha                     |
| 15:45                 | Brandão 81' |       |         | Público: 50,604 Árbitro: Vladislav Bezborodov |

| 8 de Dezembro de 2010 | Žilina     | 1 – 2 | Spartak Moscow       | Štadión Pod Dubňom, Žilina         |
| 15:45                 | Majtán 48' |       | Alex 54' · Ibson 61' | Público: 7,208 Árbitro: Kevin Blom |

## Grupo G
| Pos | Equipe      | Pts | J | V | E | D | GP | GC | SG  |                                  |  | RM  | MIL | AJA | AUX |
| --- | ----------- | --- | - | - | - | - | -- | -- | --- | -------------------------------- |  | --- | --- | --- | --- |
| 1   | Real Madrid | 16  | 6 | 5 | 1 | 0 | 15 | 2  | +13 | Classificado às oitavas de final |  | —   | 2–0 | 2–0 | 4–0 |
| 2   | Milan       | 8   | 6 | 2 | 2 | 2 | 7  | 7  | 0   | Classificado às oitavas de final |  | 2–2 | —   | 0–2 | 2–0 |
| 3   | Ajax        | 7   | 6 | 2 | 1 | 3 | 6  | 10 | −4  | Transferido para Liga Europa     |  | 0–4 | 1–1 | —   | 2–1 |
| 4   | Auxerre     | 3   | 6 | 1 | 0 | 5 | 3  | 12 | −9  | Eliminado                        |  | 0–1 | 0–2 | 2–1 | —   |

### Primeira Rodada
| 15 de Setembro de 2010 | Real Madrid                    | 2 – 0 | Ajax | Estádio Santiago Bernabéu, Madrid      |
| 15:45                  | Anita 31' (g.c.) · Higuaín 73' |       |      | Público: 69,639 Árbitro: Damir Skomina |

| 15 de Setembro de 2010 | Milan                | 2 – 0 | Auxerre | Estádio Giuseppe Meazza, Milão          |
| 15:45                  | Ibrahimovic 66', 69' |       |         | Público: 69,317 Árbitro: Cristian Balaj |

### Segunda Rodada
| 28 de Setembro de 2010 | Auxerre      | 0 – 1 | Real Madrid | Stade de l'Abbé-Deschamps, Auxerre       |
| 15:45                  | Di María 81' |       |             | Público: 19,525 Árbitro: Claus Bo Larsen |

| 28 de Setembro de 2010 | Ajax            | 1 – 1 | Milan           | Amsterdam ArenA, Amesterdão          |
| 15:45                  | El Hamdaoui 23' |       | Ibrahimović 37' | Público: 51,276 Árbitro: Felix Brych |

### Terceira Rodada
| 19 de Outubro de 2010 | Ajax                     | 2 – 1 | Auxerre   | Amsterdam ArenA, Amesterdão                   |
| 15:45                 | de Zeeuw 7' · Suárez 41' |       | Birsa 56' | Público: 51,383 Árbitro: Olegário Benquerença |

| 19 de Outubro de 2010 | Real Madrid                      | 2 – 0 | Milan | Estádio Santiago Bernabéu, Madrid      |
| 15:45                 | Cristiano Ronaldo 13' · Özil 14' |       |       | Público: 71,657 Árbitro: Pedro Proença |

### Quarta Rodada
| 3 de Novembro de 2010 | Auxerre                     | 2 – 1 | Ajax             | Stade de l'Abbé-Deschamps, Auxerre        |
| 15:45                 | Sammaritano 9' · Langil 84' |       | Alderweireld 79' | Público: 18,727 Árbitro: Mark Clattenburg |

| 3 de Novembro de 2010 | Milan            | 2 – 2 | Real Madrid                    | Estádio Giuseppe Meazza, Milão       |
| 15:45                 | Inzaghi 68', 78' |       | Higuaín 45' · Pedro León 90+4' | Público: 76,357 Árbitro: Howard Webb |

### Quinta Rodada
| 23 de Novembro de 2010 | Ajax | 0 – 4 | Real Madrid                                                  | Amsterdam Arena, Amesterdão            |
| 15:45                  |      |       | Benzema 36' · Arbeloa 44' · Cristiano Ronaldo 70', 81' (pen) | Público: 48,491 Árbitro: Craig Thomson |

| 23 de Novembro de 2010 | Auxerre | 0 – 2 | Milan                              | Stade de l'Abbé-Deschamps, Auxerre     |
| 15:45                  |         |       | Ibrahimović 64' · Ronaldinho 90+1' | Público: 19,244 Árbitro: Damir Skomina |

### Sexta Rodada
| 8 de Dezembro de 2010 | Real Madrid                         | 4 – 0 | Auxerre | Estádio Santiago Bernabéu, Madrid       |
| 15:45                 | Benzema 12', 72', 88' · Ronaldo 49' |       |         | Público: 54,917 Árbitro: Serge Gumienny |

| 8 de Dezembro de 2010 | Milan | 0 – 2 | Ajax                            | Estádio Giuseppe Meazza, Milão           |
| 15:45                 |       |       | de Zeeuw 57' · Alderweireld 66' | Público: 72,960 Árbitro: Claus Bo Larsen |

## Grupo H
| Pos | Equipe           | Pts | J | V | E | D | GP | GC | SG  |                                  |  | SHA | ARS | BRA | PTZ |
| --- | ---------------- | --- | - | - | - | - | -- | -- | --- | -------------------------------- |  | --- | --- | --- | --- |
| 1   | Shakhtar Donetsk | 15  | 6 | 5 | 0 | 1 | 12 | 6  | +6  | Classificado às oitavas de final |  | —   | 2–1 | 2–0 | 1–0 |
| 2   | Arsenal          | 12  | 6 | 4 | 0 | 2 | 18 | 7  | +11 | Classificado às oitavas de final |  | 5–1 | —   | 6–0 | 3–1 |
| 3   | Braga            | 9   | 6 | 3 | 0 | 3 | 5  | 11 | −6  | Transferido para Liga Europa     |  | 0–3 | 2–0 | —   | 2–0 |
| 4   | Partizan         | 0   | 6 | 0 | 0 | 6 | 2  | 13 | −11 | Eliminado                        |  | 0–3 | 1–3 | 0–1 | —   |

### Primeira Rodada
| 15 de Setembro de 2010 | Arsenal                                                              | 6 – 0 | Braga | Emirates Stadium, Londres            |
| 15:45                  | Fàbregas 9' (pen.), 53' · Arshavin 30' · Chamakh 34' · Vela 69', 84' |       |       | Público: 59,333 Árbitro: Alain Hamer |

| 15 de Setembro de 2010 | Shakhtar Donetsk | 1 – 0 | Partizan | Donbass Arena, Donetsk                           |
| 15:45                  | Srna 71'         |       |          | Público: 48,512 Árbitro: Carlos Velasco Carballo |

### Segunda Rodada
| 28 de Setembro de 2010 | Partizan       | 1 – 3 | Arsenal                                    | Estádio Partizan, Belgrado              |
| 15:45                  | Cléo 33' (pen) |       | Arshavin 15' · Chamakh 71' · Squillaci 82' | Público: 29,348 Árbitro: Wolfgang Stark |

| 28 de Setembro de 2010 | Braga | 0 – 3 | Shakhtar Donetsk                                  | Estádio Municipal de Braga, Braga   |
| 15:45                  |       |       | Luiz Adriano 56', 72' · Douglas Costa 90+2' (pen) | Público: 12,083 Árbitro: Kevin Blom |

### Terceira Rodada
| 19 de Outubro de 2010 | Braga                  | 2 – 0 | Partizan | Estádio Municipal de Braga, Braga        |
| 15:45                 | Lima 35' · Matheus 90' |       |          | Público: 11,454 Árbitro: Laurent Duhamel |

| 19 de Outubro de 2010 | Arsenal                                                                | 5 – 1 | Shakhtar Donetsk | Emirates Stadium, Londres                  |
| 15:45                 | Song 19' · Nasri 42' · Fàbregas 60' (pen) · Wilshere 66' · Chamakh 69' |       | Eduardo 82'      | Público: 60,016 Árbitro: Svein Oddvar Moen |

### Quarta Rodada
| 3 de Novembro de 2010 | Partizan | 0 – 1 | Braga      | Estádio Partizan, Belgrado              |
| 15:45                 |          |       | Moisés 35' | Público: 28,295 Árbitro: Martin Hansson |

| 3 de Novembro de 2010 | Shakhtar Donetsk              | 2 – 1 | Arsenal     | Donbass Arena, Donetsk                   |
| 15:45                 | Chyhrynskyi 28' · Eduardo 45' |       | Walcott 10' | Público: 51,153 Árbitro: Massimo Busacca |

### Quinta Rodada
| 23 de Novembro de 2010 | Braga              | 2 – 0 | Arsenal | Estádio Municipal de Braga, Braga      |
| 15:45                  | Matheus 83', 90+3' |       |         | Público: 14,809 Árbitro: Viktor Kassai |

| 23 de Novembro de 2010 | Partizan | 0 – 3 | Shakhtar Donetsk                          | Estádio Partizan, Belgrado                  |
| 15:45                  |          |       | Stepanenko 52' · Jádson 59' · Eduardo 68' | Público: 17,473 Árbitro: Frank De Bleeckere |

### Sexta Rodada
| 8 de Dezembro de 2010 | Arsenal                                        | 3 – 1 | Partizan | Emirates Stadium, Londres                  |
| 15:45                 | van Persie 30' (pen) · Walcott 73' · Nasri 77' |       | Cléo 52' | Público: 58,845 Árbitro: Paolo Tagliavento |

| 8 de Dezembro de 2010 | Shakhtar Donetsk           | 2 – 0 | Braga | Donbass Arena, Donetsk               |
| 15:45                 | Raţ 78' · Luiz Adriano 83' |       |       | Público: 47,627 Árbitro: Felix Brych |